# Alice Isaaz
Alice Isaaz (Burdeus, 26 de juliol de 1991) és una actriu francesa. És coneguda pels seus papers a les pel·lícules La Cage Dorée (2013), La Crème de la crème (2014) i Els ulls grocs dels cocodrils (2014).

## Filmografia

### Llargmetratges
- 2012: Königsberg de Philipp Mayrhofer: Charlotte
- 2013: La Cage dorée de Ruben Alves: Cassiopée
- 2014: Fiston de Pascal Bourdiaux: Élie
- 2014: La Crème de la crème de Kim Chapiron: Kelly
- 2014: Els ulls grocs dels cocodrils de Cécile Telerman: Hortense Cortes
- 2015: Un moment d'égarement de Jean-François Richet: Marie
- 2015: En mai, fais ce qu'il te plaît de Christian Carion: Suzanne
- 2015: Rosalie Blum de Julien Rappeneau: Aude
- 2016: Elle de Paul Verhoeven: Josie
- 2017: Espèces menacées de Gilles Bourdos: Joséphine Kaufman
- 2018: La Surface de réparation de Christophe Regin: Salomé
- 2018: Mademoiselle de Joncquières d'Emmanuel Mouret: Mademoiselle de Joncquières
- 2019: Le Mystère Henri Pick de Rémi Besançon: Daphné Despero
- 2019: Play de Anthony Marciano: Emma
- 2020: L'État sauvage de David Perrault: Esther
- 2021: Couleurs de l'incendie de Clovis Cornillac

### Curtmetratges
- 2013: Clean de Benjamin Bouhana: Romy
- 2014: Notre Faust d'Elsa Blayau et Chloé Larouchi: Lise
- 2014: Après les cours de Guillaume Renusson: Lucie
- 2015: Qui de nous deux de Benjamin Bouhana: Alice

### Televisió

#### Sèries
- 2011: Joséphine, ange gardien: Juliette Verdon
- 2011: Victoire Bonnot: Zoé Viguier
- 2012: Les Petits Meurtres d'Agatha Christie: Juliette
- 2020: The Eddy: Margaux

#### Telefilms
- 2012: La Guerre du Royal Palace de Claude-Michel Rome: Marion Verdier
- 2015: L'Héritière d'Alain Tasma: Chloé

### Videoclips
- 2016: Synapson: Fireball
- 2019: Bigflo et Oli: Promesses

## Teatre
- 2015: De l'influence des rayons gamma sur le comportement des marguerites de Paul Zindel, dirigida per Isabelle Carré, Théâtre de l'Atelier

## Premis
- CinEuphoria Awards 2014: Millorr càsting per La Cage Dorée
- Festival du film de Cabourg 2014 : Swann d'Or a la Millor actriu revelació per Les Yeux jaunes des crocodiles